# 北海道網走向陽高等学校
北海道網走向陽高等学校（ほっかいどう あばしりこうようこうとうがっこう、Hokkaido Abashiri Kouyo High School）は、かつて北海道網走市向陽ケ丘六丁目にあった道立高等学校。

## 沿革
- 1922年（大正11年）
  - 3月9日 - 北海道庁立網走高等女学校の設置が認可される。
  - 4月24日 - 開校式を行う。
- 1948年（昭和23年）4月1日 - 校名を北海道立網走女子高等学校と改称する。
- 1949年（昭和24年） - 校名を北海道立網走向陽高等学校と改称する。（普通科・水産科）
- 1952年（昭和27年） - 北海道網走南ヶ丘高等学校から小清水分校（後の小清水高）を移管
- 1967年（昭和42年） - 商業科を設置。
- 1969年（昭和44年） - 水産科の募集を停止。
- 1982年（昭和57年）9月5日 - 創立60周年記念式典を挙行する。
- 1989年（平成元年） - 校舎を移転する。
- 1992年（平成4年）10月25日 - 創立70周年式典を挙行する。
- 2002年（平成14年）10月12日 - 創立80周年記念式典を挙行する。
- 2005年（平成17年）8月2日 - 2008年を目処に私立網走高等学校との統合方針が北海道教育委員会より発表される。
- 2008年（平成20年）3月31日 - 閉校。4月からは北海道網走桂陽高等学校に引き継がれた。

## 学科
全日制課程
- 普通科
- 商業科
- 事務情報科

## 特色
有名な部活動：ボート部は全国大会の常連。
過去に全国制覇をした事があり、世界ジュニア選手権に選手を派遣した事がある。
ボート部以外では、1998年度香川インターハイ男子個人弓道で全国制覇を達成した。